# Rhyacia subdecora
Rhyacia subdecora là một loài bướm đêm trong họ Noctuidae.